# عزلة الناصفة (ذمار)

تعديل مصدري - تعديل

عزلة الناصفة هي إحدى عزل مديرية عتمة في محافظة ذمار اليمنية ويبلغ تعداد سكانها 1538 نسمة حسب التعداد السكاني في اليمن لعام 2004.